# جون مانينغ وارد
جون مانينغ وارد (بالإنجليزية: John Manning Ward)‏ هو مؤرخ أسترالي، ولد في 6 يوليو 1919 في سيدني في أستراليا، وتوفي في 6 مايو 1990.